# Veniliodes inflammata
Veniliodes inflammata är en fjärilsart som beskrevs av W. Warren 1894. Veniliodes inflammata ingår i släktet Veniliodes och familjen mätare. Inga underarter finns listade i Catalogue of Life.